# Hubschraubermuseum Bückeburg
Das Hubschraubermuseum Bückeburg liegt im Stadtzentrum von Bückeburg am Sablé-Platz. Es ist das einzige reine Drehflügler-Museum in Deutschland und eines der wenigen weltweit. Das Museum ist der Geschichte und Technik der Hubschrauber gewidmet.

## Geschichte
Der wesentliche Faktor für die Entstehung des Museums war die nahegelegene Heeresfliegerwaffenschule, das heutige Internationale Hubschrauberausbildungszentrum, die seit 1960 auf dem Heeresflugplatz Bückeburg stationiert ist.
Die Anfänge des Museums reichen bis 1961 zurück. Der damalige Hauptfeldwebel und Hubschrauberpilot Werner Noltemeyer hatte von seinem Kommandeur den Auftrag bekommen, auf dem Kasernengelände der Heeresfliegerwaffenschule am Flugplatz in Achum, dem heutigen Heeresflugplatz Bückeburg, ein kleines Hubschraubermuseum einzurichten. Im Laufe der Jahre stellte die Luftfahrtindustrie Anschauungsmaterial für das kleine Museum zur Verfügung. Das Museum konnte nur dienstlich genutzt werden, da es sich im militärischen Sicherheitsbereich befand. Es war nur Soldaten, Sondergästen und angemeldeten Schulklassen der Umgebung zugänglich.

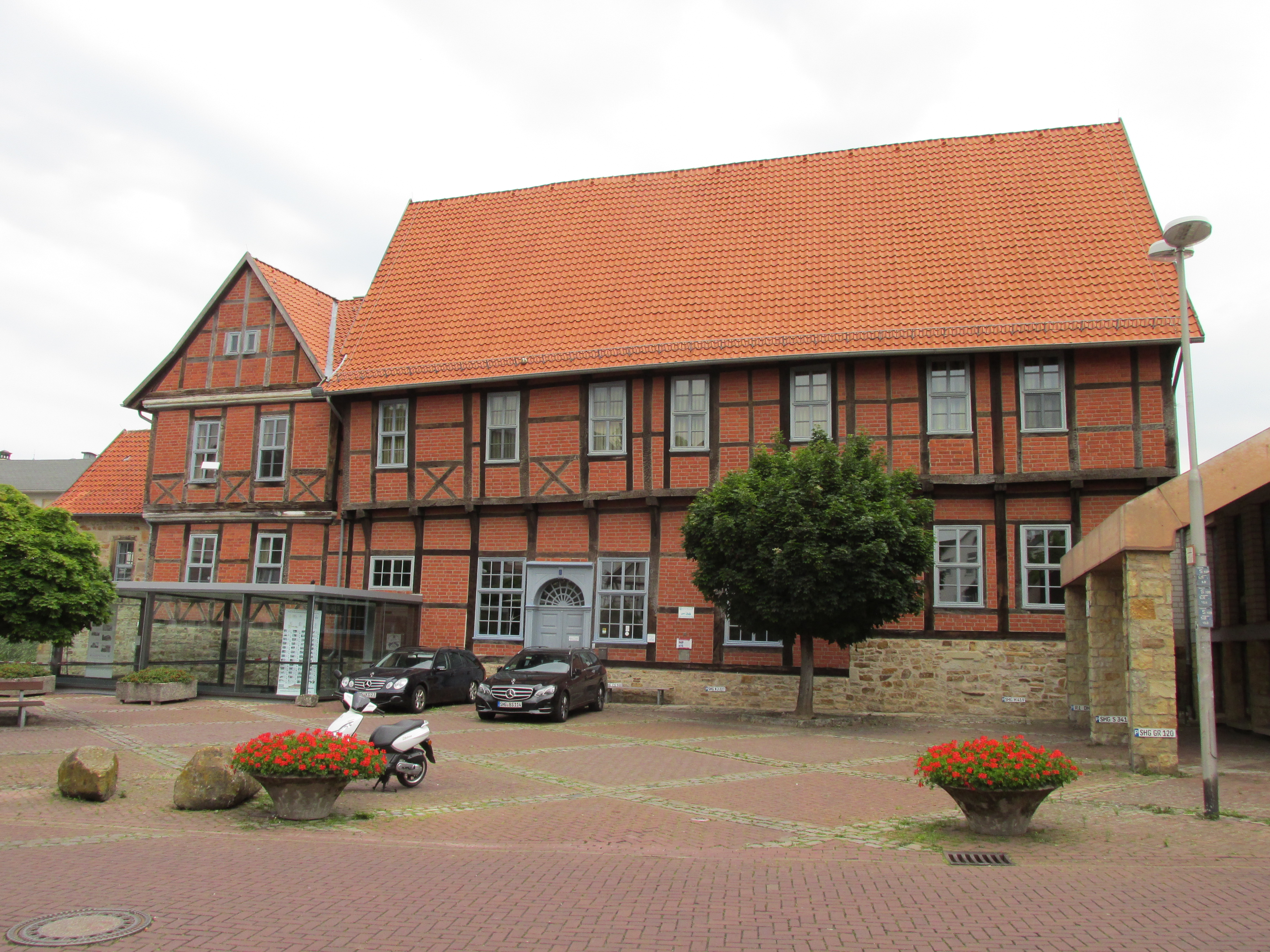
Münchhausen'scher Burgmannshof (1463), Kern des Museums-Ensembles

1970 zog das Museum dann in die Stadtmitte von Bückeburg um, die Stadt stellte den Münchhausen-Burgmannshof für die immer größer werdende, umfangreiche Hubschraubersammlung zur Verfügung. Am 9. Juni 1971 wurde dort das Hubschraubermuseum eingeweiht und somit für das allgemeine Publikum zugänglich. Die Ausstellungsfläche des Museums wurde in den Jahren 1978 bis 1980 um einen 2.000 Quadratmeter großen Anbau erweitert.
Im Juni 2011 – pünktlich zum 40-jährigen Bestehen des Hubschraubermuseums – wurde der im modernen Baustil errichtete Erweiterungsbau der Öffentlichkeit zugänglich gemacht, nachdem auch die bestehende Ausstellung gründlich überarbeitet und modernen museumspädagogischen Anforderungen angepasst wurde.
Am 11. April 2013 haben sich das Hubschraubermuseum Bückeburg, das Luftfahrt-Museum Laatzen-Hannover, das Aeronauticum in Nordholz und das Ju-52-Museum in Wunstorf zur „Arbeitsgemeinschaft Niedersächsischer Luftfahrtmuseen“ zusammengeschlossen.
Das Museum ist neben dem Helicopter Museum in Weston-super-Mare, England (28 km südwestlich von Bristol), das 1958 gegründet wurde und 80 Hubschrauber zeigt, sowie dem American Helicopter Museum in West Chester/Pennsylvania eines von weltweit drei Hubschraubermuseen.

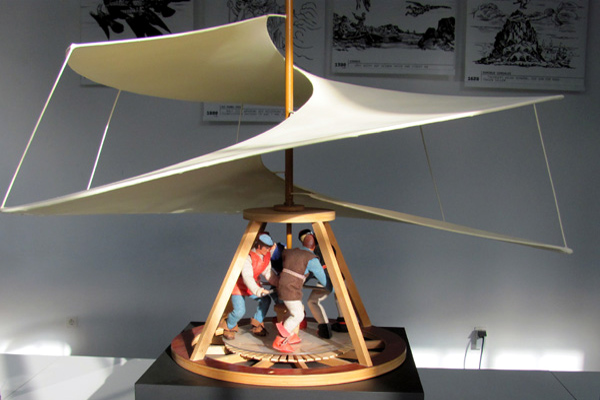
Modell der Flugschraube von Leonardo da Vinci im Hubschraubermuseum Bückeburg

Zum Symbol des Hubschraubermuseums wurde die Flugschraube von Leonardo da Vinci aus dem Jahre 1483, dem Zeitraum, in dem auch das Museumsgebäude, der ehemalige Burgmannshof (1463), erstmals urkundlich erwähnt wurde. Leonardo da Vinci gilt mit dieser Zeichnung allgemein als Erfinder des Hubschraubers.

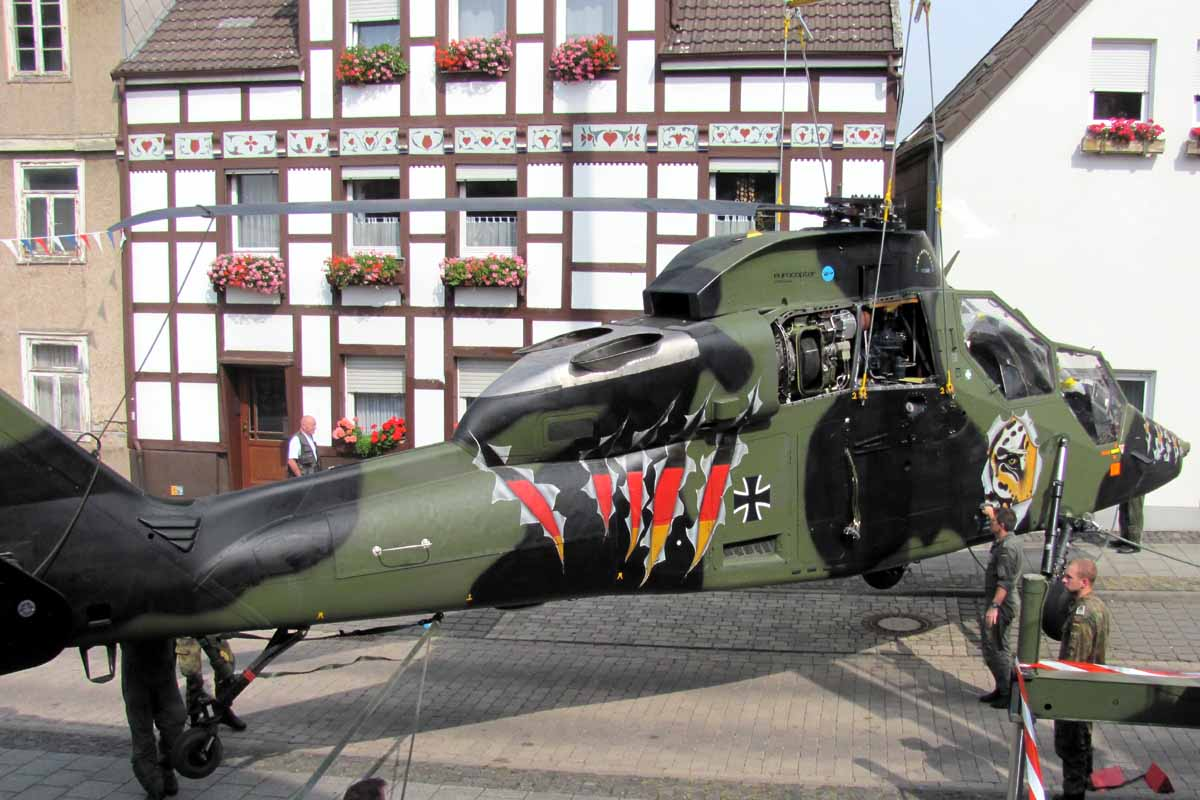
Prototyp 3 des EC 665 Tiger wird in die Ausstellungshalle des Hubschraubermuseums gebracht

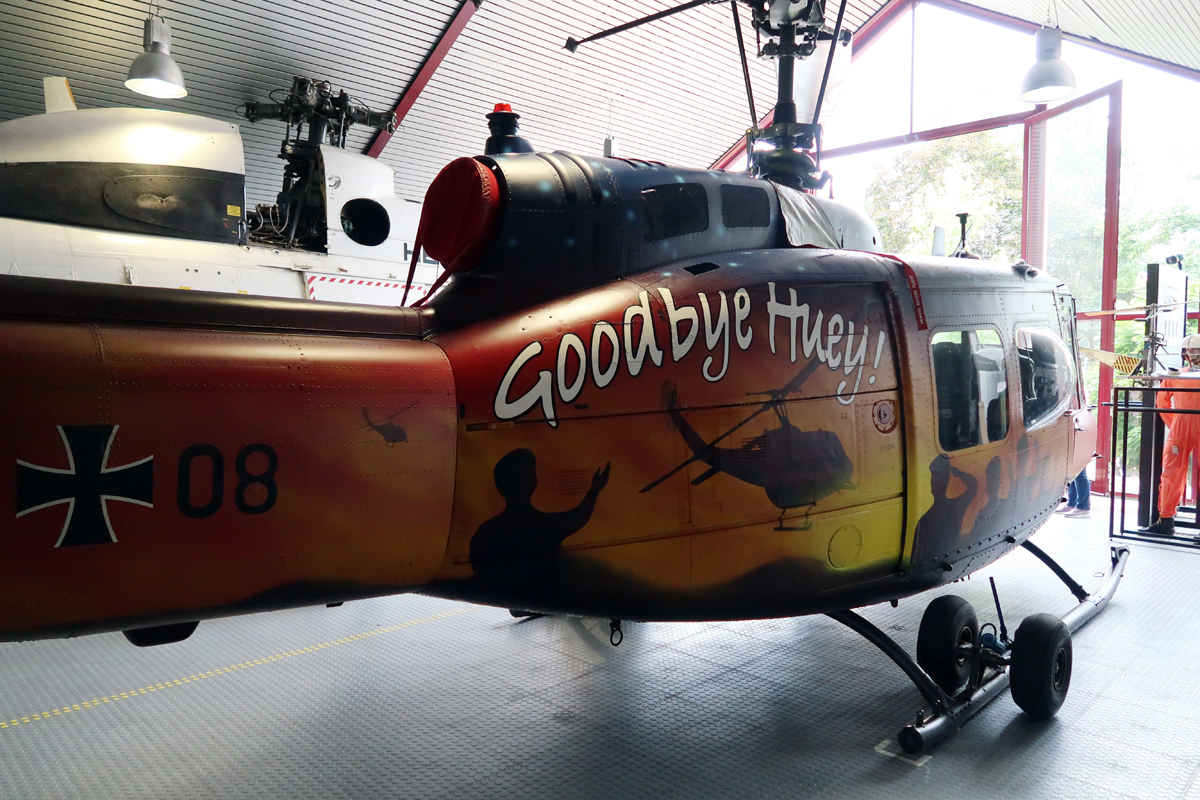
Die letzte Bell UH-1D der Heeresfliegertruppe, die 'Goodbye Huey', landet nach ihrer Abschiedstour durch Deutschland am 20. Juli 2021 im Hubschraubermuseum

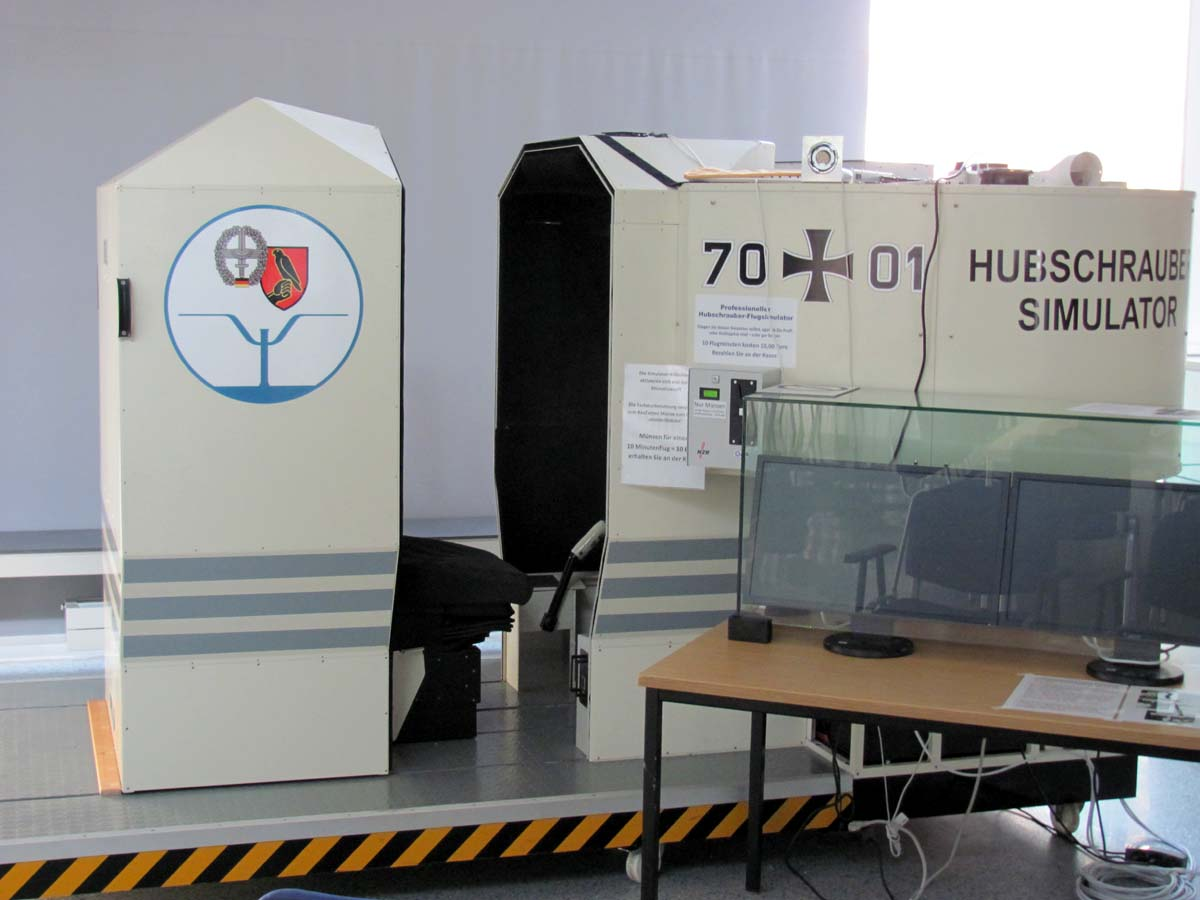
Der Hubschraubersimulator zur Benutzung durch die Museumsbesucher

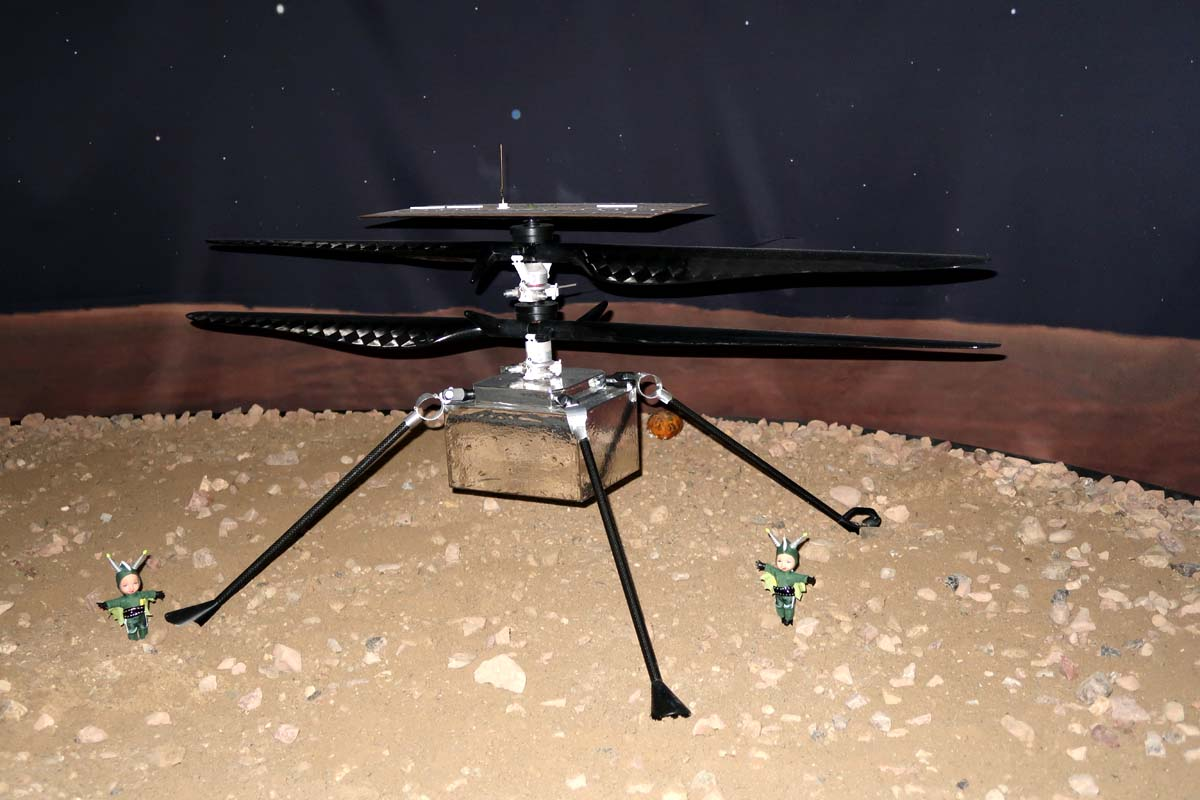
Mars-Helikopter INGENUITY – Modell im Maßstab 1 : 1 im Hubschraubermuseum

## Hubschrauberzentrum e.V.
Der „Hubschrauberzentrum e. V.“ – gegründet im Jahre 1970 – ist der Förderverein des Hubschraubermuseums; er betreibt und unterhält das Museum. Der Verein pflegt und betreut ein umfangreiches Archiv und eine Bibliothek zur wissenschaftlichen Aufarbeitung der Geschichte des Drehflüglers. Das Hubschrauberzentrum fördert den wissenschaftlichen Austausch zu Themen der Hubschraubertechnologie. Dazu findet alle zwei Jahre das Hubschrauberforum statt.

## Exponate
Ausgestellt werden einrotorige und mehrrotorige Hubschrauber, Tragschrauber sowie Flugschrauber und Drohnen, ebenso zahlreiche Hubschraubermodelle, historische Fotos, Funktionsmodelle von Rotoren, technisches Anschauungs- und Lehrmaterial, Teile, Instrumente oder Geräte für Hubschrauber. Aktuell (April 2023) sind 53 Exponate in Originalgröße zu besichtigen.

### Einrotorige Hubschrauber
- Aérospatiale SA-316B Alouette III
- Aérospatiale SA-330J „Puma“[5]
- Bell 47G2 „Sioux“
- Bell UH-1D „Iroquois“, die letzte Maschine der Heeresflieger mit Sonderlackierung „Goodbye Huey“[6]
- Bölkow Bo 46
- Bölkow Bo 102 „Helitrainer“
- Bölkow Bo 103
- Bölkow Bo 105 V3
- Bölkow P166/3 „Flying Jeep“
- Bristol 171-Mk. 52 „Sycamore“
- Eurocopter Dauphin SA 365 C3[7]
- Eurocopter EC 665 „Tiger“ (Prototyp Nr. 3)[8]
- Georges G-1 Papillon (Eigenbauhubschrauber des in Wolfsburg lebenden Haitianers Gerard Georges de Vastey)
- Georges G-2 (G-1 und G-2 dienten nur der Triebwerkserprobung und blieben am Boden gefesselt)
- Havertz HZ-5[9]
- Heimbächer Nr. 4 (von Fritz Heimbächer)
- Hiller H-23 C „Raven“ (Werksbezeichnung Hiller UH-12)
- Hughes TH-55 „Osage“
- MBB Bo 105 P-1A1 Panzerabwehrhubschrauber[10]
- MBB Bo 105 CB-4 „The Flying Bulls“
- MBB/Eurocopter Bo 108 VT2 (eine Weiterentwicklung der Bölkow Bo 105, aus der letztlich die Eurocopter EC 135 entstand)
- MBB/Kawasaki BK 117
- Merckle SM 67 V2
- Mil Mi-1
- Mil Mi-2
- Nagler-Rolz NR 54 (Nachbau)
- Saunders-Roe Skeeter
- Siemetzki ASRO 4
- Sikorsky S-58 / H-34
- Sud Aviation Alouette II (SE 3130) – zwei Exemplare im Museum, eines für Besucher geöffnet
- Sud-Ouest SO 1221 Djinn

### Mehrrotorige Hubschrauber
- Aerotechnik WGM 21
- Cornu Nr. 2 (erster gelungener Hubschrauberflug am 13. November 1907 – Nachbau)
- Focke-Wulf Fw 61 (Nachbau)
- Goslich Pedalkopter
- Hiller VZ-1 Pawnee („Flying Platform“ – Nachbau)
- Ingenuity (Nachbau des Mars-Helicopters der NASA-Mission von 2020)
- Kaman HH-43F Huskie II[11]
- Kamow Ka-26
- Vertol V-43 / H-21C
- Wagner Rotocar III[12]

### Tragschrauber
- Air and Space 18A Flymobil
- Bensen Gyrocopter B-8M[13]
- Derschmidt Tragschrauber[14]
- Focke-Achgelis Fa 330 „Bachstelze“
- Krauss TRS 1 Gyroflug[15]
- RotorTec Cloud Dancer I
- RotorTec Cloud Dancer II
- Saalbach Eigenbau-Tragschrauber[16]

### Flugschrauber
- VFW H-2
- VFW H-3E Sprinter

### Drohnen
- microdrones md4-1000[17]
- R-350[18] Polizeidrohne

### Hubschraubersimulator
- Es steht ein Hubschraubersimulator für die Benutzung durch die Museumsbesucher zur Verfügung